# José Pérez Reyes

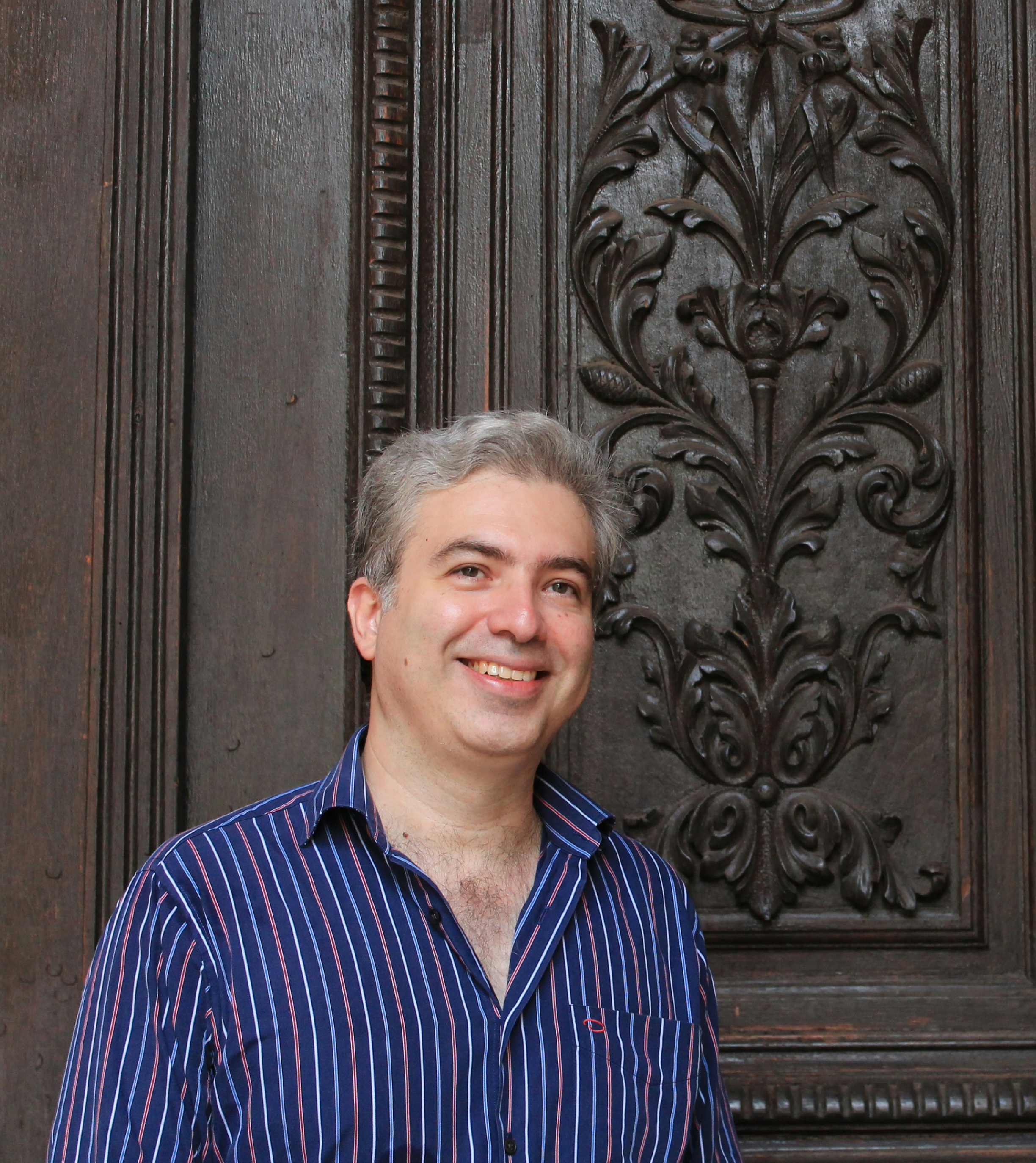
José Pérez Reyes en Asunción.

 José Pérez Reyes (Asunción, 1972) es un escritor y abogado paraguayo.

## Carrera
Pérez Reyes nació en Asunción. Obtuvo su título en abogacía de la Universidad Nacional de Asunción. En 2002 publicó su primer libro de cuentos, Ladrillos del tiempo. En 2007 publicó una nueva colección, Clonsonante, obra que obtuvo una mención de honor en el Premio Municipal de Literatura un año después. Su obra ha sido incluida además en varias antologías, entre las que se incluyen Antología de cuento latinoamericano y Lengua me como un cuento. Además de su carrera como autor, Pérez Reyes es docente de derecho universitario.
En 2007 fue incluido en la lista Bogotá39, una iniciativa que exalta a destacados escritores latinoamericanos menores de 39 años.